# 大槻邦雄
大槻 邦雄（おおつき くにお、1979年4月29日 - ）は、東京都新宿区出身の元サッカー選手、サッカー指導者。
ポジションはDF/MF。

## 来歴
三菱養和サッカークラブジュニアユース、ユースを経て国士舘大学サッカー部でプレー。2学年上に佐伯直哉と鈴木勝大、1学年上に西村卓朗と木谷公亮、同学年に板橋裕也と山根伸泉、1学年下に白尾秀人、2学年下に相馬崇人がいた。在学中はJSL、JFLに出場。関東大学リーグ、総理大臣杯、インカレなどで優勝を経験。大学卒業後、JFL・横河武蔵野FCでプレー。選手生活と並行して国士舘大学大学院スポーツシステム研究科を修了し修士号を取得。
2013年より三菱養和サッカークラブ巣鴨ジュニアの監督を務め、全日本少年サッカー大会に2度の出場、ダノンネーションズカップ in JAPANにて第3位を獲得するなどジュニア世代の指導に定評がある。
また幼児から大人まで指導の幅が広く、年代に応じたさまざまな視点で指導にあたっている。
中学校・高等学校教諭一種免許状（体育科）を保有。
2017年6月9日に著者として初めての書籍『クイズでスポーツがうまくなる (知ってる？サッカー)』をベースボールマガジン社より出版した。
2023年、ユース・大学時代の先輩・西村が強化部長を務めている水戸ホーリーホックのジュニアユースコーチに就任した。

## 所属クラブ
- 1996年 - 1998年 三菱養和サッカークラブユース
- 1998年 - 2002年 国士舘大学サッカー部
- 2002年 - 2003年 FC新宿
- 2003年 - 2004年 今越FC
- 2004年 - 2006年 横河武蔵野FC
- 2006年 - 2013年 三菱養和サッカークラブ

## 個人成績
| 国内大会個人成績 | 国内大会個人成績 | 国内大会個人成績 | 国内大会個人成績 | 国内大会個人成績 | 国内大会個人成績 | 国内大会個人成績     | 国内大会個人成績     | 国内大会個人成績 | 国内大会個人成績 | 国内大会個人成績 | 国内大会個人成績 |
| 年度             | クラブ           | 背番号           | リーグ           | リーグ戦         | リーグ戦         | リーグ杯             | リーグ杯             | オープン杯       | オープン杯       | 期間通算         | 期間通算         |
| 年度             | クラブ           | 背番号           | リーグ           | 出場             | 得点             | 出場                 | 得点                 | 出場             | 得点             | 出場             | 得点             |
| 日本             | 日本             | 日本             | 日本             | リーグ戦         | リーグ戦         | リーグ杯             | リーグ杯             | 天皇杯           | 天皇杯           | 期間通算         | 期間通算         |
| ---------------- | ---------------- | ---------------- | ---------------- | ---------------- | ---------------- | -------------------- | -------------------- | ---------------- | ---------------- | ---------------- | ---------------- |
| 1999             | 国士舘大         | 5                | JFL              | 9                | 1                | -                    | -                    |                  |                  | 9                | 1                |
| 2000             | 国士舘大         | 13               | JFL              | 10               | 0                | -                    | -                    |                  |                  | 10               | 0                |
| 2001             | 国士舘大         | 2                | JFL              | 8                | 0                | -                    | -                    |                  |                  | 8                | 0                |
| 2004             | 横河武蔵野FC     |                  | JFL              | 16               | 0                | -                    | -                    |                  |                  | 16               | 0                |
| 2005             | 横河武蔵野FC     |                  | JFL              | 27               | 1                | -                    | -                    |                  |                  | 27               | 1                |
| 通算             | 日本             | 日本             | JFL              | 70               | 2                | -\|\|\|\|\|\|70\|\|2 | -\|\|\|\|\|\|70\|\|2 |                  |                  |                  |                  |
| 総通算           | 総通算           | 総通算           | 総通算           | 70               | 2                | -\|\|\|\|\|\|70\|\|2 | -\|\|\|\|\|\|70\|\|2 |                  |                  |                  |                  |

## 指導歴
- 2003年 今越FCサッカースクール
- 2004年 -  2006年 横河武蔵野FCサッカースクール / 横河武蔵野FCU-12コーチ
- 2007年 -  2022年 三菱養和SC
  - 2007年 - 2008年 調布ジュニアユースU-15コーチ
  - 2009年 - 2010年 調布SS U-12監督
  - 2011年 - 2012年 清瀬SS チーフ / 三菱養和清瀬SS U-12監督
  - 2013年 - 2018年 巣鴨ジュニア U-12監督
  - 2019年 - 2020年 三菱養和SCユース ヘッドコーチ
  - 2021年 - 2022年 巣鴨ジュニアユース U-15コーチ
- 2023年 -  水戸ホーリーホック
  - 2023年 ジュニアユース コーチ
  - 2024年 - ジュニアユース 監督